# Juan Pizarro
Juan Pizarro (ur. 1505 lub 1511 – zm. 1536/7) – hiszpański konkwistador, brat Francisco Pizarro.
Juan i Gonzalo Pizarro byli nieślubnymi synami kpt. Gonzalo Pizarro y Rodríguez de Aguilara i Maríi Alonso z Trujillo oraz przyrodnimi braćmi Francisco i Hernando Pizarro. Juan był uczestnikiem wyprawy Francisco do państwa Inków i uczestnikiem zdobycia Cuzco w 1533 roku. Juan, Hernando i Gonzalo byli następnie przydzieleni do garnizonu w Cuzco, podczas gdy Francisco Pizarro podjął wyprawę na północno-zachodnie wybrzeże Peru w 1535 roku.
Juan wraz z braćmi sprawował wówczas w Cuzco dyktatorskie rządy, połączone z torturami i egzekucjami przeciwników nowej władzy. W dniu 6 maja 1536 Inkowie pod wodzą dotychczasowego, marionetkowego króla Manco Inca wszczeli bunt przeciw Hiszpanom i zgromadzili liczącą 10 000 ludzi armię. Doszło wówczas do licznych starć i potyczek, które przyniosły zwycięstwo mającym przewagę technologiczną Hiszpanom.
Juan prawdopodobnie zginął w bitwie pod Sacsayhuamán.